# Limnephilus flavospinosus
Limnephilus flavospinosus is een schietmot uit de familie Limnephilidae. De soort komt voor in het Palearctisch gebied.